# میخائیل چهارم
میخائیل چهارم ملقب به میخائیل پافلاگونیایی(به یونانی: Μιχαὴλ (Δ´) ὁ Παφλαγὼν, Mikhaēl ho Paphlagōn) (به انگلیسی: Michael IV the Paphlagonian) (زادهٔ پیرامون ۱۰۱۰ — درگذشتهٔ ۱۰ دسامبر ۱۰۴۱) امپراتور بیزانس به مدت هفت سال از ۱۰۳۴ تا هنگام مرگش در ۱۰۴۱ بود. او در طول دوران حکومتش پیمان‌نامه‌ای مهم را با خلفای فاطمی مصر به امضا رساند، دستاوردهایی هرچند موقتی را در سیسیل کسب کرد و شورشی را نیز در بلغارستان سرکوب نمود.

## رسیدن به قدرت و دوران حکومت
میخائیل از خانواده‌ای طبقهٔ پایین از دهقانان پافلاگونیایی بود که توسط برادرش ژان اورفانتروفوس، خواجه‌ای توانمند و بانفوذ به دربار امپراتوری بیزانس آورده شد. در آنجا امپراتریس مقدونی زوئه به او علاقه‌مند گردید و کمی پس از مرگ همسرش رومانوس سوم، امپراتور وقت بیزانس در آوریل ۱۰۳۴ با او ازدواج کرد و میخائیل با عنوان میخائیل چهارم بر تخت امپراتوری نشست و امپراتریس زوئه نیز به عنوان فرمانروای مشترک در کنارش ایستاد و امپراتوریشان را آغاز کردن. با این‌حال وقوع این اتفاقات منجر به بروز شایعاتی شد که زوئه و میخائیل را در مرگ رومانوس دخیل می‌دانستند.
میخائیل سپس در حدود سال ۱۰۳۷ میلادی صلحنامه‌ای را به مدت ۳۰ سال با خلفای فاطمی به امضا رساند و به دوره‌ای از درگیری‌ها بین دو طرف پایان داد. به موجب این عهدنامه، دو امپراتوری بیزانس و فاطمیان مصر توافق کردند که به دشمنان یکدیگر یاری نرسانند و امپراتور بیزانس این اجازه را یافت تا کلیسای سپولخره مقدس در اورشلیم را به‌هزینهٔ خودش بازسازی نماید و این حق را نیز داشته باشد که اسقف‌اعظم اورشلیم را انتخاب نماید. در مقابل دولت بیزانس نیز ۵۰۰۰ زندانی مسلمان را آزاد نمود.
در دوران حکومت میخائیل چهارم ارتش بیزانس به پیروزی‌هایی نیز دست یافت و آن‌ها – هرچند به‌طور موقت - موفق به تصرف مسینا در ۱۰۳۷ و سیراکوس در ۱۰۴۰ شدند. در بالکان نیز هرچند میخائیل نتوانست فرمانروای زتا را به تبعیت از خود وادارد بااین‌حال در سرکوب شورشی در ایالت‌های بلغارنشین امپراتوری موفق بود.

## بیماری و مرگ

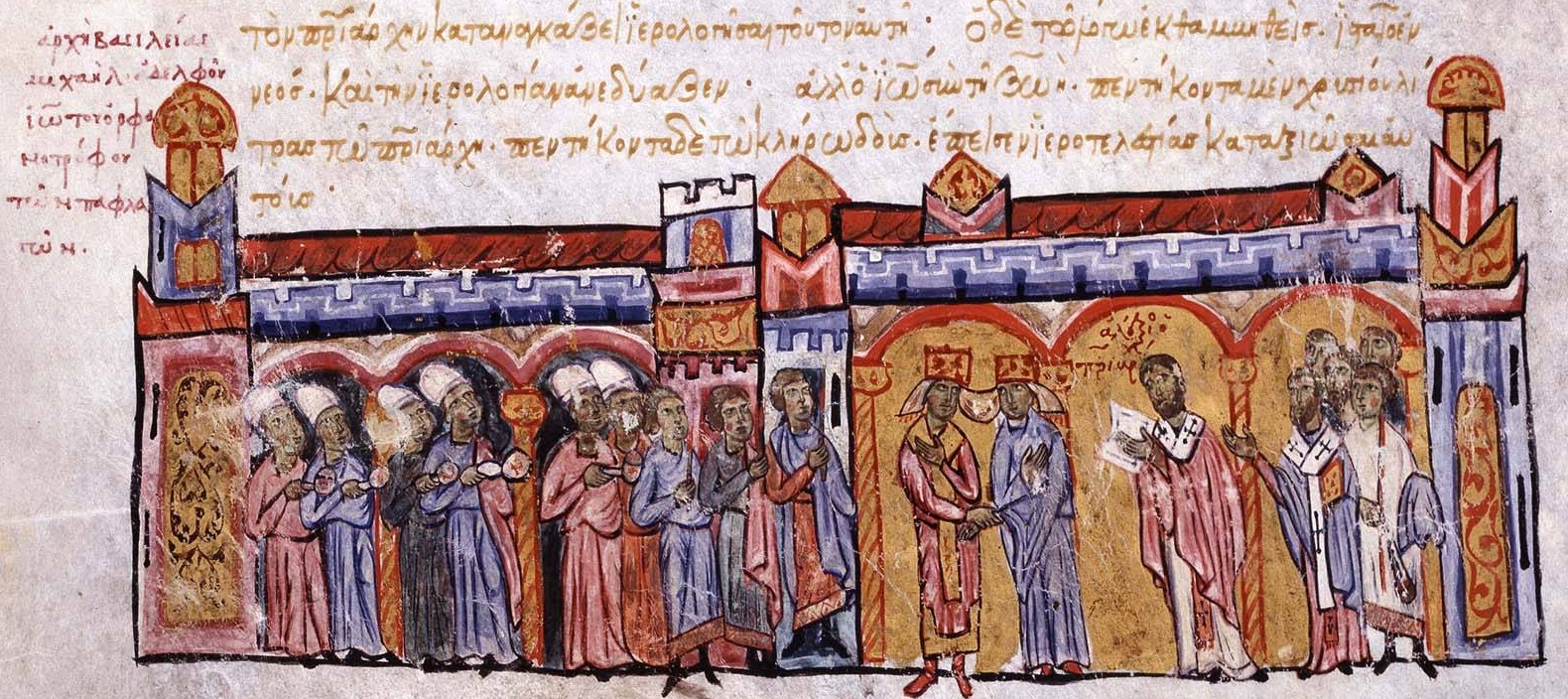
نگاره عروسی میخائیل چهارم و زوئه

میخائیل به صرع مبتلا بود و بیماریش به مرور زمان رو به وخامت گذاشته بود. او در اوایل ۱۰۳۸ به خیز شدید دچار شد و خواست تا با زیارت مقبرهٔ دمتریوس مقدس در تسالونیکا و ساختن یا بازسازی کلیساهای گوناگون، از طریق امدادهای آسمانی به بهبودی دست یابد که نتیجه‌ای دربر نداشت. او سپس در ۱۰۳۹ اقدام به دادن هدایایی مالی به تمامی کشیش‌ها و راهبان بیزانس و هر خانواده‌ای که او را به پدرخواندگی فرزندش می‌پذیرفت کرد که این نیز حاصلی در بهبودیش نداشت. از سوی دیگر ژان خواجه که نمی‌خواست قدرت از دستانش خارج شود زوئه را مجبور کرد تا خواهرزادهٔ میخائیل چهارم را به فرزندخواندگی خود بگیرد.
سرانجام میخائیل چهارم در ۱۰ دسامبر ۱۰۴۱ درگذشت و تا آخرین لحظه، علی‌رغم خواهش‌های همسرش برای دیدن او حاضر به ملاقات او نشد. با مرگ میخائیل چهارم، خواهرزاده‌اش با عنوان میخائیل پنجم بر تخت امپراتوری بیزانس نشست.